# Otto von Hellfeld
August Gustav Otto von Hellfeld (* 2. August 1827 in Apolda; † 10. Dezember 1908 in Berlin-Charlottenburg) war preußischer Generalleutnant und Inspekteur in der 4. Fuß-Artillerieinspektion.

## Leben

### Herkunft
Seine Eltern waren der Hofadvokat Dr. Karl Friedrich Wilhelm Gustav von Hellfeld (* 27. Oktober 1798; † 2. März 1859) dessen Ehefrau Luise, geborene Mirus (* 4. August 1792; † 23. Oktober 1864).

### Militärkarriere
Er kam 1840 zunächst in das Pagenkorps und dann auf das Gymnasium in Weimar. Nach seinem Abschluss ging er am 11. Januar 1845 als Kanonier in die 4. Artilleriebrigade und war vom 1. Oktober 1845 bis zum 31. März 1848 in die Vereinigte Artillerie- und Ingenieurschule abkommandiert. In dieser Zeit wurde er am 28. Januar 1846 zum Portepeefähnrich befördert und am 13. September 1847 als Seconde-Lieutenant aggregiert. Nach seiner Rückkehr wurde er am 10. Oktober 1848 zum Artillerieoffizier mit Patent zum 22. August 1846 ernannt. Anschließend war er vom 1. August 1850 bis zum 31. Dezember 1851 Feuerwerksleutnant. Am 1. Februar 1855 wurde er dann als Lehrer an die Divisionsschule nach Torgau versetzt. Aber schon am 1. Oktober 1855 wurde er an die Allgemeine Kriegsschule abkommandiert und dort am 1. Oktober 1857 zum Premier-Lieutenant befördert. Er kehrte am 31. Juli 1858 in das Regiment zurück und wurde am 1. Mai 1859 Kommandeur der Munitionskolonne des 4. Artillerieregiments. Aber schon am 6. September 1859 wurde er als Lehrer an die Kriegsschule nach Erfurt versetzt und dort am 7. Februar 1860 zum Hauptmann befördert. Er war ein erfolgreicher Lehrer und erhielt drei Mal eine Belobigung durch den König. Unter Belassung seiner Stellung wurde er am 31. Juli 1860 à la suite der 4. Artilleriebrigade gestellt. Am 20. April 1865 kam er dann als Kompaniechef in das Festungs-Artillerieregiment Nr. 2 und am 30. Oktober 1866 als Batteriechef in das Feld-Artillerieregiment Nr. 10, außerdem wurde er am 22. Juni 1867 Mitglied der Artillerieprüfungskommission. Am 13. Oktober 1868 kam er als Batteriechef mit Patent zum 29. Juni 1859 in das Feld-Artillerieregiment Nr. 8. Im Vorfeld des Deutsch-Französischen Krieges wurde er am 12. Mai 1870 Major der 7. Artilleriebrigade und als Artillerie-Offizier vom Platz in die Festung Köln versetzt. Während des Feldzuges kämpfte er bei den Belagerungen von Metz, Mezieres und Verdun, wo er durch Granatsplitter im rechten Arm und der Schulter leicht verwundet wurde. Er nahm dann an der Schlacht von Sedan und wurde anschließend am 12. September 1870 Artillerie-Offizier vom Platz in die Festung Sedan. Dafür erhielt er am 5. November 1870 das Eiserne Kreuz II. Klasse.
Nach dem Krieg kehrte er am 28. Februar 1871 als Artillerie-Offizier vom Platz nach Köln zurück und wurde von dort am 26. Oktober 1872 in das Fuß-Artillerieregiment Nr. 7 versetzt. Bereits am 11. Januar 1873 kam er in das Fuß-Artillerieregiment Nr. 5, wo er Kommandeur des II. Bataillons wurde. Am 15. Oktober 1874 wechselte er dann als Kommandeur des I. Bataillons in das Garde-Fuß-Artillerieregiment und wurde dort am 18. Januar 1875 zum Oberstleutnant befördert. Am 2. Mai 1875 wurde er Kommandeur in das Garde-Fuß-Artillerieregiment. Am 7. September 1875 wurde er Mitglied der Prüfungskommission für Hauptleute und Premierleutnants der Artillerie, er blieb in dieser Position bis zum 15. April 1882. Er stieg am 18. April 1878 zum Oberst auf und wurde am 25. März 1882 zum Kommandeur der 4. Fuß-Artilleriebrigade ernannt, dazu wurde er à la suite des Garde-Fuß-Artillerieregiments gestellt. Am 15. April 1884 bekam er die Beförderung zum Generalmajor und dazu am 18. September 1886 den Roten Adlerorden II. Klasse mit Eichenlaub. Am 2. April 1887 wurde er als Inspekteur in die 4. Fuß-Artillerieinspektion versetzt und dort am 4. August 1888 zum Generalleutnant befördert. Am 13. August 1889 wurde er mit Pension zur Disposition gestellt, dazu erhielt er den Stern zum Roten Adlerorden.
Sein Regimentskommandeur Oberst von der Goltz schrieb im Januar 1856 in seiner Beurteilung: Von ernstem Charakter, dabei freundlich und höchst ehrenhaft. Im Dienst eifrig, umsichtig und stets gründlich vorbereitet. Eignet sich vollständig zur Beförderung in der Tour.
Er starb am 10. Dezember 1908 in Berlin-Charlottenburg und wurde am 14. Dezember, wie zuvor am 11. Juni 1898 seine Frau, auf dem Invalidenfriedhof beigesetzt.

### Familie
Hellfeld heiratete am 22. Februar 1852 in Drognitz bei Torgau Friederike Therese Köppe (* 2. März 1823; † 8. Juni 1898). Das Paar hatte mehrere Kinder:
- Otto (* 10. Dezember 1852)
- Hans (* 15. November 1853; † 28. Mai 1898), Hauptmann a. D. im 136. Infanterieregiment ⚭ 1889 Freiin Bertha Therese Elisabeth Julie Luise von Rotenhan (* 10. Juli 1866; † 1954)[2]
- Max (* 13. November 1856; † 23. November 1876), Leutnant im 36. Infanterieregiment
- Gabriele (* 20. Oktober 1858)
- Kurt (* 28. März 1867; † 29. Oktober 1916), Oberst a. D. im Fuß-Artillerieregiment Nr. 10